# Ciudad metropolitana de Florencia
La ciudad metropolitana de Florencia (en Italiano: Città metropolitana di Firenze) es un ente local italiano de la región región de la Toscana, en el centro del país. Su capital y ciudad más poblada es Florencia. El 1 de enero de 2015 reemplazó a la provincia de Florencia.
La ciudad metropolitana tiene un área de 3514 km² y una población total de 1 010 977 habitantes (2014).
Entre otros lugares de singular belleza, destacan también: Barberino Val d'Elsa, Fiesole, Greve in Chianti y Tavarnelle Val di Pesa. En el área se encuentra el circuito de Mugello, uno de los más importantes de Italia.

## Municipios metropolitanos
Hay 42 comuni (municipios) en la ciudad metropolitana:
| - Bagno a Ripoli - Barberino Val d'Elsa - Barberino di Mugello - Barberino Tavarnelle - Borgo San Lorenzo - Calenzano - Campi Bisenzio - Capraia e Limite - Castelfiorentino - Cerreto Guidi - Certaldo - Dicomano - Empoli - Fiesole - Figline e Incisa Valdarno | - Firenzuola - Florencia (capital) - Fucecchio - Gambassi Terme - Greve in Chianti - Impruneta - Lastra a Signa - Londa - Marradi - Montaione - Montelupo Fiorentino - Montespertoli - Palazzuolo sul Senio - Pelago | - Pontassieve - Reggello - Rignano sull'Arno - Rufina - San Casciano in Val di Pesa - San Godenzo - Scandicci - Scarperia e San Piero - Sesto Fiorentino - Signa - Tavarnelle Val di Pesa - Vaglia - Vicchio - Vinci |

## Símbolos
Su escudo (partido de gules y plata con una flor de lis lo uno en lo otro, timbrado con una corona cívica) lleva la flor de lis, en recuerdo del emblema de la ciudad-Estado de Florencia y de la profusión de plantas de color blanco que salen en primavera, llamadas flores de lis florentinas (giaggiolo).